# Martin Wettges
Martin Wettges (* 6. Mai 1983 in Regensburg) ist ein deutscher Dirigent, Chorleiter, Kulturmanager, Pianist und Musikwissenschaftler. Er lehrt als Professor für Chordirigieren an der Hochschule für Musik Basel.

## Leben
Martin Wettges studierte Dirigieren am College-Conservatory of Music in Cincinnati (Klasse von Mark Gibson), an der Universität für Musik und darstellende Kunst Wien (Klasse von Uroš Lajovic) und an der Hochschule für Musik und Theater München (Meisterklassendiplom in der Klasse von Bruno Weil) sowie Musikwissenschaft, Philosophie und Musikpädagogik an der Ludwig-Maximilians-Universität München.
Seit 2009 ist er Musikdirektor der Oper Mauritius und engagiert sich darüber hinaus ehrenamtlich als Vorstandsmitglied im 2013 von ihm mitbegründeten Förderverein Freunde der Opera Mauritius e. V. für die Wiederbelebung und Weiterentwicklung des klassischen Musiklebens sowie eines musikpädagogischen Ausbildungssystems im Indischen Ozean.
Als Gastdirigent leitete er das Cape Town Philharmonic Orchestra, das Gewandhausorchester Leipzig, das Orquesta Sinfónica Nacional del Perú, das Orquesta de la Ciudad de Lima, das Münchner Rundfunkorchester und die Münchner Symphoniker, die Osloer Symphoniker, das Philharmonische Orchester Coburg, die Landeskapelle Eisenach, die Philharmonie Bad Reichenhall, das Georgische Kammerorchester Ingolstadt und das Orchestre de la Région Réunion.
Als Chorleiter arbeitete er mit dem Chor der Herrenchiemsee Festspiele, der Meininger Kantorei, dem Münchner Motettenchor, dem Münchner Konzertchor, dem Chor des Staatstheaters am Gärtnerplatz, dem Kinderchor der Bayerischen Staatsoper, dem Lillehammer Operakor, dem Münchner Knabenchor, dem Chor der Bayerischen Theaterakademie August Everding, dem Norske Solistkor, dem Philharmonischen Chor Oslo, dem Südtiroler Kammerchor, dem Suhler Knabenchor und der Suhler Singakademie.
Im Musiktheater übernahm er die musikalische Leitung von Neuproduktionen am Münchner Staatstheater am Gärtnerplatz (Britten: Noye’s Fludde), an der Oper Karlstad in Schweden (Rigoletto), am Landestheater Coburg (Les pêcheurs de perles), an der Bayerischen Theaterakademie August Everding (La Traviata), beim Festival junger Künstler Bayreuth (Wang Ai Qun: Der Traum der roten Kammer, UA) und mit der Opernschule und dem Institut für historische Aufführungspraxis der Hochschule für Musik und Theater München (Alcina).
Weitere Engagements als Gastdirigent führten ihn an die Opernhäuser von Eisenach, Leipzig, Lima, und La Réunion, sowie als Assistenzdirigent an die Staatsoper unter den Linden Berlin und zur Münchner Biennale für neues Musiktheater.
2013 dirigierte er zur Eröffnung der Münchner Opernfestspiele Prokofjews Peter und der Wolf mit dem damaligen Kultusminister Dr. Wolfgang Heubisch als Sprecher.
Mit Musikern des Orchesters der Deutschen Oper Berlin gastierte er 2015 auf Einladung des Goethe-Instituts beim ClassikArt Festival in Antananarivo, Madagaskar, wo er gemeinsam mit lokalen Chören und Solisten eine Aufführung der Schöpfung von Haydn leitete. 2017 und 2018 dirigierte er das interkulturelle Bridges-Kammerorchester auf Einladung der Bundesregierung vor Kanzlerin Merkel im Rahmen des Gedenktags für Flucht und Vertreibung in Berlin.
Von 2013 bis 2016 war er als Chordirektor und Dirigent an der Opera North in Leeds engagiert. 2016 wechselte er als Chordirektor mit Dirigierverpflichtung ans Meininger Staatstheater, wo er neben Opernvorstellungen auch regelmäßig Symphoniekonzerte mit der Meininger Hofkapelle dirigierte. Von 2018 bis 2023 war er in gleicher Position an der Norwegischen Nationaloper in Oslo beschäftigt.
Als künstlerischer Leiter der 14. Auflage des LGBTI*-Chorfestivals Various Voices dirigierte er 2018 Carl Orffs Carmina Burana auf dem Münchner Odeonsplatz mit über 3000 Mitwirkenden.
Wettges lebt in Oslo und Basel.

## Autor
Als Herausgeber ist er für Boosey & Hawkes und Edition Gravis tätig. Musikwissenschaftliche Publikationen, deren Augenmerk insbesondere die Werke der im Nationalsozialismus verfemten Komponisten und Dirigenten Walter Braunfels und Herman Levi sind, erschienen u. a. in Archiv für Musikwissenschaft, Diskussion Musikpädagogik und Musik-, Tanz- und Kunsttherapie.

## Pädagogische Tätigkeit
Von 2008 bis 2013 wirkte Martin Wettges an der Hochschule für Musik und Theater München als Lehrbeauftragter für Orchesterleitung Schulmusik und musikalischer Leiter der Opernschule sowie 2012 bis 2013 als Lehrbeauftragter für Notationskunde am Institut für Musikwissenschaft der LMU München.
Seit 2011 ist er künstlerischer Leiter der von ihm mitbegründeten Musikakademie der Studienstiftung des deutschen Volkes.
2023 wurde er als Professor für Chordirigieren und Leiter der Chöre an die Hochschule für Musik Basel berufen.
Als Gastdozent unterrichtete er am College-Conservatory of Music Cincinnati, am Royal Northern College of Music in Manchester, am Conservatoire Frédéric Mitterrand Mauritius, an der Bayerischen Theaterakademie August Everding, am Conservatoire de la Région Réunion sowie für die Bayerische Singakademie des deutschen Musikrats.

## Auszeichnungen
Wettges war Stipendiat der Studienstiftung des deutschen Volkes, des Richard-Wagner-Verbands, der Mark-Lothar-Stiftung und der University of Cincinnati.